# Gusanagyugh
Gusanagyugh (in armeno Գուսանագյուղ?) è un comune di 898 abitanti (2001) della provincia di Shirak in Armenia.